# Frost Bank Center
Il Frost Bank Center (in precedenza AT&T Center e SBC Center) è un'arena coperta situata a San Antonio, Texas. Ospita i San Antonio Spurs della NBA e i San Antonio Rampage di AHL, oltre alle San Antonio Silver Stars della WNBA in estate, e l'annuale San Antonio Stock Show & Rodeo che si tiene in febbraio. Nel 2002, al termine della sua costruzione, l'arena era conosciuta come SBC Center in seguito all'acquisto dei diritti di denominazione da parte della società SBC Communications, Inc. che nel luglio 2000 aveva stipulato un accordo ventennale con la Città di San Antonio, i San Antonio Spurs e il San Antonio Stock Show & Rodeo. La SBC Communications ha cambiato il suo nome in AT&T, Inc. nel novembre 2005 dopo aver acquistato l'AT&T Corporation. L'arena è diventata ufficialmente AT&T Center nel gennaio 2006. Il 2 luglio 2021 è stato annunciato che AT&T non avrebbe rinnovato il contratto per i diritti di denominazione della sede. Il 3 agosto 2023 è stato annunciato che Frost Bank sarebbe stato lo sponsor dell'arena. Il cambio di nome in Frost Bank Center è diventato ufficiale il 22 settembre 2023 con il sito web dell'arena e gli account sui social media che riflettono immediatamente il cambiamento e la segnaletica dell'edificio è in fase di aggiornamento.